# Luik-Bastenaken-Luik 1973
In 1973 werd de 59e editie verreden van de wielerwedstrijd Luik-Bastenaken-Luik. 
De Belg Eddy Merckx won de sprint. Merckx won voor de vierde maal deze wedstrijd daarmee verbeterde hij het record van 
zijn landgenoten Léon Houa, Alfons Schepers en Fred De Bruyne. Merckx was na Houa de tweede renner die Luik-Bastenaken-Luik driemaal op rij won.
De wedstrijd maakte onderdeel uit van de Super Prestige Pernod, van 1973.

## Uitslag
| Plaats  | Naam             | Ploeg                      | tijd     |
| ------- | ---------------- | -------------------------- | -------- |
| Winnaar | Eddy Merckx      | Molteni                    | 6u13'55" |
| 2       | Frans Verbeeck   | Watney-Maes Pils           | z.t.     |
| 3       | Walter Godefroot | Flandria-Carpenter-Shimano | z.t.     |
| 4       | Raymond Poulidor | Gan-Mercier                | z.t.     |
| 5       | Régis Ovion      | Peugeot-BP                 | z.t.     |
| 6       | Bernard Thévenet | Peugeot-BP                 | z.t.     |
| 7       | Leif Mortensen   | Bic                        | z.t.     |
| 8       | Georges Pintens  | Rokado-De Gribaldy         | z.t.     |
| 9       | Joop Zoetemelk   | Gitane-Frigecreme          | + 5'53"  |
| 10      | Victor Van Schil | Molteni                    | z.t.     |

1892 · 1893 · 1894 · 1895-1907 · 1908 · 1909 · 1910 · 1911 · 1912 · 1913 · 1914 · 1915 · 1916 · 1917 · 1918 · 1919 · 1920 · 1921 · 1922 · 1923 · 1924 · 1925 · 1926 · 1927 · 1928 · 1929 · 1930 · 1931 · 1932 · 1933 · 1934 · 1935 · 1936 · 1937 · 1938 · 1939 · 1940 · 1941 · 1942 · 1943 · 1944 · 1945 · 1946 · 1947 · 1948 · 1949 · 1950 · 1951 · 1952 · 1953 · 1954 · 1955 · 1956 · 1957 · 1958 · 1959 · 1960 · 1961 · 1962 · 1963 · 1964 · 1965 · 1966 · 1967 · 1968 · 1969 · 1970 · 1971 · 1972 · 1973 · 1974 · 1975 · 1976 · 1977 · 1978 · 1979 · 1980 · 1981 · 1982 · 1983 · 1984 · 1985 · 1986 · 1987 · 1988 · 1989 · 1990 · 1991 · 1992 · 1993 · 1994 · 1995 · 1996 · 1997 · 1998 · 1999 · 2000 · 2001 · 2002 · 2003 · 2004 · 2005 · 2006 · 2007 · 2008 · 2009 · 2010 · 2011 · 2012 · 2013 · 2014 · 2015 · 2016 · 2017 · 2018 · 2019 · 2020 · 2021 · 2022 · 2023 · 2024 · 2025